# Paratemnoides aequatorialis
Paratemnoides aequatorialis är en spindeldjursart som först beskrevs av Beier 1906.  Paratemnoides aequatorialis ingår i släktet Paratemnoides och familjen Atemnidae. Inga underarter finns listade i Catalogue of Life.